# Meriwether County
Das Meriwether County ist ein County im Bundesstaat Georgia der Vereinigten Staaten. Der Verwaltungssitz (County Seat) ist Greenville, benannt nach General Nathaniel Greene. Bei der Volkszählung im Jahr 2000 hatte das County 22.534 Einwohner und eine Bevölkerungsdichte von 17 Einwohner pro Quadratkilometer.

## Geographie
Das County liegt im Nordwesten von Georgia, etwa 40 km vor der Grenze zu Alabama und hat eine Fläche von 1309 Quadratkilometern, wovon fünf Quadratkilometer Wasserfläche sind, und grenzt im Uhrzeigersinn an folgende Countys: Spalding County, Pike County, Upson County, Talbot County, Harris County, Troup County und Coweta County.
Das County ist Teil der Metropolregion Atlanta.

## Geschichte
Meriwether County wurde am 14. Dezember 1827 als 73. County in Georgia gebildet. Benannt wurde es nach David Meriwether, einem General im Revolutionskrieg und Kongressabgeordneter aus Georgia.
In Warm Springs befindet sich seit 1958 das Roosevelt Warm Springs Institute for Rehabilitation mit der Polio Hall of Fame, wo die Bronzebüsten von 15 Polioforschern sowie von Roosevelt und Basil O’Connor angebracht wurden.

## Demografische Daten
Laut der Volkszählung von 2010 verteilten sich die damaligen 21.992 Einwohner auf 8.522 bewohnte Haushalte, was einen Schnitt von 2,55 Personen pro Haushalt ergibt. Insgesamt bestehen 9.957 Haushalte.
69,3 % der Haushalte waren Familienhaushalte (bestehend aus verheirateten Paaren mit oder ohne Nachkommen bzw. einem Elternteil mit Nachkomme) mit einer durchschnittlichen Größe von 3,09 Personen. In 32,1 % aller Haushalte lebten Kinder unter 18 Jahren sowie in 30,5 % aller Haushalte Personen mit mindestens 65 Jahren.
26,5 % der Bevölkerung waren jünger als 20 Jahre, 22,4 % waren 20 bis 39 Jahre alt, 28,5 % waren 40 bis 59 Jahre alt und 22,7 % waren mindestens 60 Jahre alt. Das mittlere Alter betrug 41 Jahre. 47,7 % der Bevölkerung waren männlich und 52,3 % weiblich.
57,9 % der Bevölkerung bezeichneten sich als Weiße, 39,1 % als Afroamerikaner, 0,4 % als Indianer und 0,6 % als Asian Americans. 0,7 % gaben die Angehörigkeit zu einer anderen Ethnie und 1,2 % zu mehreren Ethnien an. 1,6 % der Bevölkerung bestand aus Hispanics oder Latinos.
Das durchschnittliche Jahreseinkommen pro Haushalt lag bei 34.989 USD, dabei lebten 23,7 % der Bevölkerung unter der Armutsgrenze.

## Kultur und Sehenswürdigkeiten

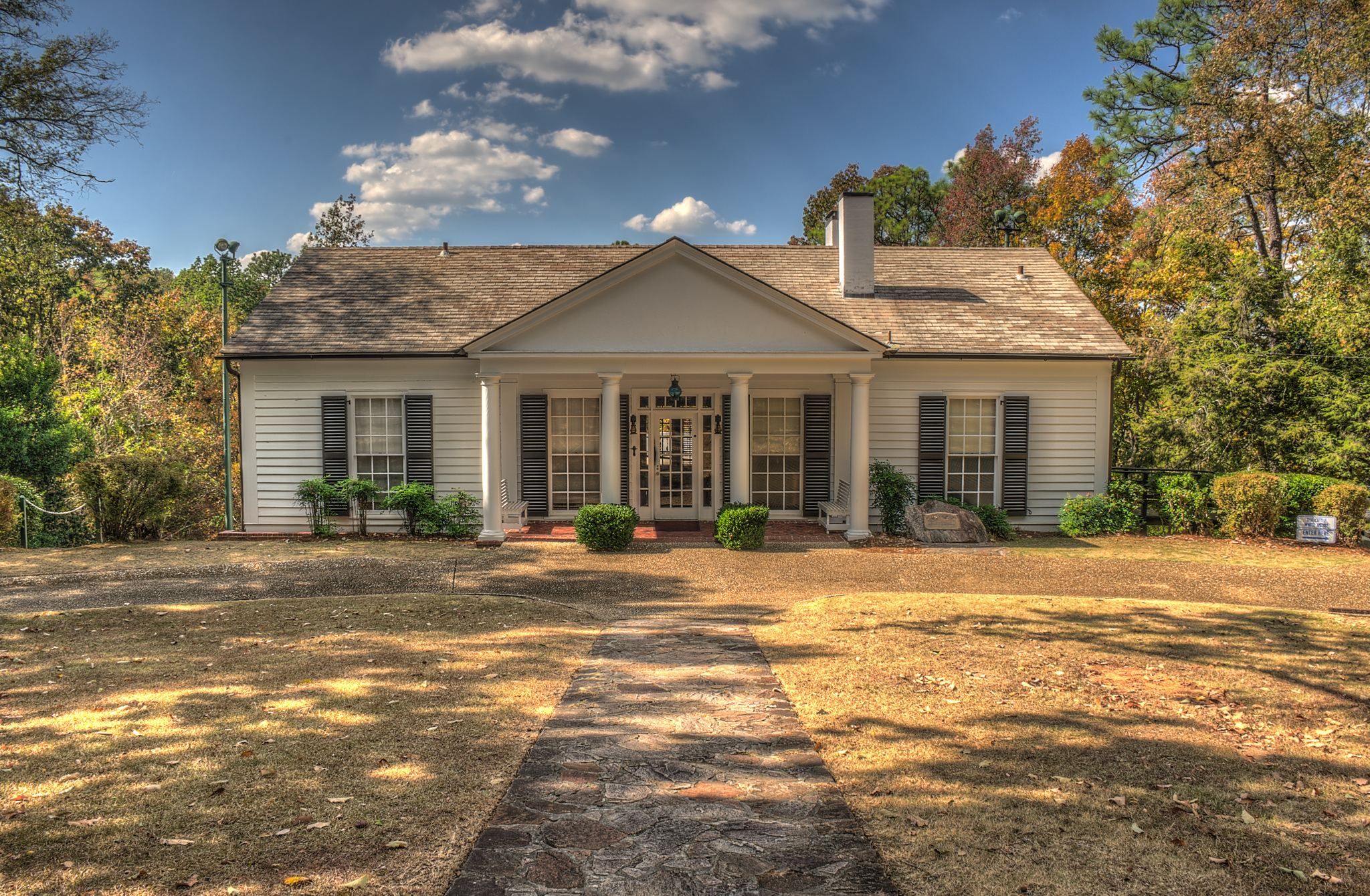
Das Little White House im Warm Springs Historic District (2016). Dieser Bezirk umfasst das Warm Springs Institute for Rehabilitation, in dem Präsident Franklin Delano Roosevelt regelmäßig einkehrte, um seine Polio-Erkrankung mit Hydrotherapie zu kurieren. Neben weiteren Gebäuden steht auf dem Gelände das 1932 erbaute Little White House, die Residenz von Roosevelt bei seinen Kuraufenthalten. Im Schlafzimmer dieses Hauses starb er am 12. April 1945. Im Juli 1974 wurde der Warm Springs Historic District in das NRHP eingetragen. Im Januar 1980 erhielt er den Status eines National Historic Landmarks zuerkannt.

23 Bauwerke, Stätten und Historic Districts („historische Bezirke“) im Meriwether County sind im National Register of Historic Places („Nationales Verzeichnis historischer Orte“; NRHP) eingetragen (Stand 21. Februar 2024), wobei der Warm Springs Historic District den Status eines National Historic Landmarks („Nationales historisches Wahrzeichen“) hat.

## Orte im Meriwether County
Orte im Meriwether County mit Einwohnerzahlen der Volkszählung von 2010:
Cities:
- Greenville (County Seat) – 876 Einwohner
- Luthersville – 874 Einwohner
- Manchester – 4230 Einwohner
- Warm Springs – 425 Einwohner
- Woodbury – 961 Einwohner

Towns:
- Gay – 89 Einwohner
- Haralson – 166 Einwohner
- Lone Oak – 92 Einwohner
- Pine Mountain – 1304 Einwohner